# محمد علي الرباوي
محمد علي الرباوي (ولد 1949 م) شاعر مغربي، عمل معلِّمًا للغة الفرنسية منذ 1967، ثم أستاذًا مساعدًا بكلية الآداب بجامعة محمد الأول بوَجْدة. وهو عضو رابطة الأدب الإسلامي العالمية.

## سيرته
وُلد حمد علي الرباوي سنة 1949 بقصر أسرير، تنجداد، الراشيدية. 
كان الشاعر الجزائري أبو القاسم الخمار أول من شجعه على النشر بعد أن اطلع على نماذج من كتاباته، فأخذ ينشر بعضا منها بالملحق الثقافي لجريدة «الشعب»، وذلك منذ سنة 1970. بعدها تعرف الشاعر على الشاعر السعودي محمد عامر الرميح الذي أعجبته محاولاته الأدبية، فأخذ ينشرها تباعا في مجلة «الخواطر» اللبنانية، وبعدها تلقى رسالة من صلاح عبد الصبور، وهي الرسالة التي قدمت له نقدا ترك أثرا عميقا في مسيرته الإبداعية والعلمية، وشجعته على النشر بالمجلات الكبرى.
حصل على إجازة في اللغة العربية وآدابها سنة 1982 من كلية الآداب بوجدة، وعلى شهادة الدراسات الجامعية العليا سنة 1984 من كلية الآداب والعلوم الإنسانية بفاس، ثم على دبلومة الدراسات العليا في الأدب العربي سنة 1987. ثم حصل على دكتوراه الدولة من جامعة محمد الأول بوجدة 1994 في موضوع العروض برسالة تحت عنوان «العروض: دراسة في الإنجاز» بإشراف د. محمد السرغيني.
التحق باتحاد كتاب المغرب سنة 1976، وبرابطة الأدب الإسلامي العالمية عام 1405هـ / 1985، وله كتابات شعرية بمجموعة من الصحف والمجلات منها: «العَلم» و«البيان» و«المشكاة» (المغرب)، مجلة آمال، مجلة الجيش الجزائرية، الفكر (تونس)، الهلال، الزهور، الشعر، الكاتب، إبداع (مصر)، الأديب، الآداب (لبنان)، الثقافة (سوريا)، الطليعة الأديبة الثقافية، أقلام (العراق)، مجلة البيان (الكويت).
في 14 مارس 2009 تم تكريمه بمناسبة اليوم العالمي للشعر، من قبل النادي الأدبي ونادي اليونسكو ومجلة الفوانيس الإلكترونية بالمسرح الملكي بمراكش، كما حملت الدورة الخامسة من مسابقة الإبداع الشعري (الشعراء الشباب سابقا) التي ينظمها الصالون الأدبي بمركز الدراسات والبحوث الإنسانية والاجتماعية بوجدة اسمَه.

## مؤلفاته
أصدر مجموعة من الأعمال الشعرية:

ديوان الولد المر

- البريد يصل غدا: شعر، ديوان مشترك / محمد علي الرباوي، حسن الأمراني، الطاهر دحاني، مطبعة بوزيد، البيضاء، 1975.[3]
- الكهف والظل، مطبعة الثقافة، وجدة، 1975.
- هل تتكلم لغة فلسطين؟ قصيدة، وجدة، مطبعة النهضة.
- الطائران والحلم الأبيض، ديوان مشترك / م. ع. الرباوي ومصطفى النجار، وجدة، المطبعة الثقافية، وجدة، 1978.
- الأعشاب البرية، المطبعة المركزية، وجدة، 1985.
- البيعة المشتعلة، منشورات المشكاة، وجدة، 1987.
- عصافير الصباح، منشورات المشكاة، وجدة، 1987.
- الرمانة الحجرية، منشورات المشكاة، وجدة، 1988.
- الولد المر + أطباق جهنم + الأحجار الفوارة + أول الغيث. منشورات المشكاة، وجدة 1995.
- مواويل الرباوي + من مكابدات السندباد المغربي، دار النشر الجسور، وجدة 2002.
- قمر أسْرير، دار النشر الجسور، وجدة 2002.
- كتاب الخراب، شركة مطابع الأنوار المغاربية، وجدة 2009.ديوان البريد يصل غدا

ديوان البريد يصل غدا

- دم كذب، شركة مطابع الأنوار المغاربية، وجدة 2009.
- كتاب الشدة، شركة مطابع الأنوار المغاربية، وجدة 2009.
- الأعمال الشعرية الكاملة: رياحين الألم، منشورات وزارة الثقافة المغربية في مجلدين 2010/2011.
- كتاب المراثي، شركة مطابع الأنوار المغاربية، وجدة.ديوان الأعمال الكاملة، محمد علي الرباويمحمد علي الرباوي في شرخ الشباب

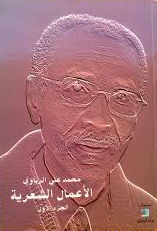
ديوان الأعمال الكاملة، محمد علي الرباوي

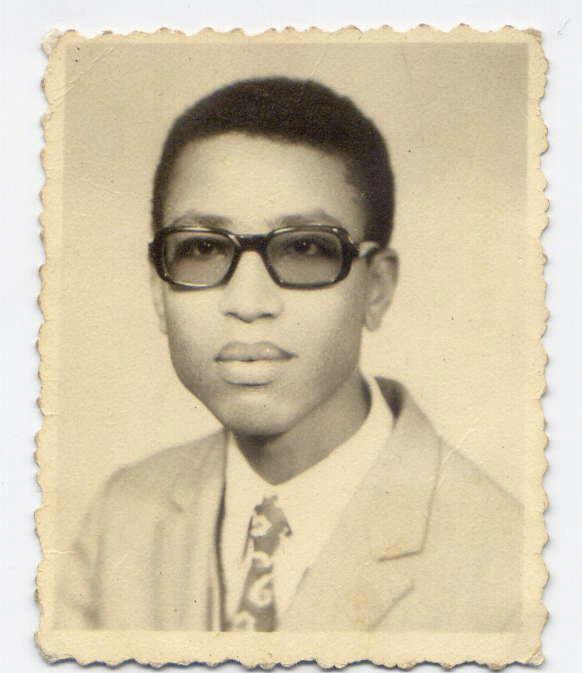
محمد علي الرباوي في شرخ الشباب